# Paranormal Activity: The Ghost Dimension
Paranormal Activity: The Ghost Dimension je americký hororový film z roku 2015, který režíroval Gregory Plotkin. Je sequelem filmu Paranormal Activity: Prokletí. Jde o nejméně výdělečný a také poslední díl série Paranormal Activity.

## Děj
Film začíná záběrem do roku 1988, kde v domě babičky Lois je Dennis zabit démonickou silou. Příběh se odehrává v roce 2013 v kalifornské Santa Rose, tedy o 25 let později po příběhu Paranormal Activity 3. Ryan se svojí manželkou Emily se přestěhují do nově postaveného domu spolu se svoji šestiletou dcerou Leilou. Slaví svůj příchod se svým bratrem Mikem a kamarádkou Skylar. Ihned si Skylar všimne, že Leila si povídá se svým imaginárním přítelem "Tobym". Když Ryan s Mikem připravují dům na Vánoce, tak najde Mike v krabici několik kazet a kameru. Kazety jsou z let 1988 - 1992 a byly natočeny nalezenou kamerou. Ihned si všimnou, že kamera umí zaznamenávat paranormální jevy.
Na videích jsou vidět dvojčata Katie a Kristi se svými rodiči. Poté jsou na kazetách vidět již bez rodičů v domě Lois, jak členové řádu Porodních bab zkoušejí jejich nadpřirozené schopnosti. Ryan si všimne, že dívky z videa reagují na věci, které s Mikem udělají. Jedné noci kamera natočí v Leilině pokoji temného ducha, který se vznáší nad zemí a komunikuje s Leilou. Poté Ryan se na kameře lekne temného přízraka, který ho donutí upustit kameru. Ryan s Emily jdou jednou večer pryč a Leilu hlídá Mike se Skylar. Natočí v bazénu temný přízrak a pak objeví v houští kamennou desku, na které jsou napsána jména Katie a Kristi z roku 1988. Zjistili také to, že na Ryanově pozemku stál dřív dům, kde žili dvojčata do roku 1992, než ho členové řádu zapálili.
Leila postupně přestává komunikovat a tak se Ryan s Emily rozhodnou pozvat do domu otce Todda. Ten si s Leilou chce popovídat o Tobym a paranormálních jevech, ale ona ho pokouše. Ryan dále zkoumá původ kultu a nalezá, že na jedné z kazet jsou vidět Katie, Kristi, Hunter a Robbie v roce 1992, tedy několik let před tím, než se Hunter a Robbie vůbec narodili. Dozvídá se také, že Leila může pomocí své krve přivést démona do lidské podoby. Toby ukáže Leile portál, do kterého musí vejít. Ryan s Emily ji všk stačí přistihnout před portálem a s Leilou utíkají do hotelu.
Mezitím se otec Todd vrací do domu s cílem zničit démona jednou pro vždy. Přikryje ho prostěradly namočené ve svěcené vodě, ale sám je démonem uškrcen a rituál tak není dokončen. Emily odříká modlitbu a démon zmizí. Skylar ale vyplivne krev na Mika, který celý hoří a oba tak zemřou. Leila strachem uteče a Ryan s Emily ji běží hledat do horních pater. Démon ovšem zabije i Ryana a Emily musí vstoupit do portálu za Leilou. Objeví se v domě babičky Lois v roce 1992. Když najde Leilu, zjeví se jí Katie a Kristi. Ihned co se otočí, jsou obě pryč a pak uvidí démona v lidské verzi. Prosí ho, aby Leilu ušetřil, ale démon ji uškrtí. Leila pozná Tobyho a odchází s ním mimo záběr kamery. Kamera se ihned vypne.

## Obsazení
| Chris J. Murray      | Ryan         |
| Brit Shaw            | Emily        |
| Dan Gill             | Mike         |
| Ivy George           | Leila        |
| Olivia Taylor Dudley | Skylar       |
| Michael Krawic       | otec Todd    |
| Mark Steger          | Toby         |
| Chloe Csengery       | mladá Katie  |
| Jessica Tyler Brown  | mladá Kristi |